# كول يا شباب (مسرحية)
كول يا شباب
مسرحية كوميدية عرضت في البحرين إنتاج مسرح السلام عام 2004م، تأليف: عبد العزيز المسلم وإخراج: عبد الناصر الزاير، مصمم الاستعراض: علي الفرحان.
تمثيل: غانم الصالح - انتصار الشراح - عادل المسلم - سعود الشويعي - هيا الشعيبي - عماد العكاري - ثامر الشعيبي - عبد الله وعبد العزيز أبناء عادل المسلّم.
مسرحية كول يا شباب هي نسخه من مسرحية سوق شرق عرضت على أرض البحرين مع اختلاف بعض الممثلين وبعض الجمل في النص والكركترات.

## مسرحيات ذات علاقة
- سوق شرق

| سبقه مسرحية صرخة الرعب | أعمال مسرح السلام 2004 | تبعه عودة فرعون |